# Zbigniew Zaremba (trener)
Zbigniew Zaremba (ur. 20 lutego 1931, zm. 12 września 2012) – polski trener lekkoatletyki specjalizujący się w biegach długodystansowych.

## Życiorys
W 1953 ukończył studia w Akademii Wychowania Fizycznego w Krakowie. W latach 1955–1967 pracował jako trener w Lotniku Warszawa, w latach 1967–1978 w CWKS Legii Warszawa.
Był jednym z asystentów Jana Mulaka w lekkoatletycznej reprezentacji Polski, tzw. wunderteamie, zajmował się grupą biegaczy długodystansowych. Od 1961 był odpowiedzialny za kadrę biegaczek na średnich dystansach. Podczas igrzysk olimpijskich w 1968 i  1972 odpowiadał za kadrę średnio- i długodystansowców. W 1968 został w Polskim Związku Lekkiej Atletyki kierownikiem konkurencji wytrzymałościowych. Do jego zawodników w Legii i reprezentacji Polski należeli m.in. Henryk Piotrowski, Andrzej Sajkowski, Edward Łęgowski, w reprezentacji także Henryk Szordykowski i Jan Kondzior.
W 1957 obronił pracę doktorską z fizjologii, w 1975 drugą pracę doktorską Próba określenia zależności między charakterem obciążeń treningowych i efektem treningu biegaczy długodystansowców napisana pod kierunkiem Kazimierza Fidelusa, pracował okresowo w Zakładzie Lekkiej Atletyki Akademii Wychowania Fizycznego w Warszawie.
Był jednym z pomysłodawców i pierwszym dyrektorem Maratonu Warszawskiego.
Był autorem kilku książek poświęconych bieganiu, m.in. Bieg to zdrowie (1975 – z Andrzejem Martynkinem), Nowoczesny trening biegów średnich i długich (1976) Sprinty i biegi średnie (1978), Lekkoatletyka. Biegi (1979),  Poradnik maratończyka (1979), Jan Mulak. Legenda Wunderteamu (1997). W 1992 założył pismo Jogging.